# Маргарита Французская (королева Венгрии)
Маргарита Французская (фр. Marguerite de France; ноябрь 1158 — август 1197) — королева Англии в 1172—1183 годах и королева Венгрии в 1186—1196 годах. Маргарита была старшей дочерью Людовика VII Молодого, и его второй жены Констанции Кастильской.

## Происхождение
Маргарита была младшей единокровной сестрой Марии Французской, графини Шампани, и Алисы Французской, графини Блуа: все они были дочерьми Людовика VII. Эти её старшие сёстры были также старшими единоутробными сёстрами её будущего мужа как дети Алиеноры Аквитанской.

## Первый брак
Маргарита была помолвлена с Генрихом Молодым, вторым из пяти сыновей Генриха II Плантагенета и Алиеноры Аквитанской, в 1158 году. Приданым Маргариты была крайне важная территория Вексен, из-за которой давно шли споры между французским и английским королями. До совершения брака важнейшие замки Вексена были переданы в управление тамплиерам как посредникам.
В условиях папского раскола, в обмен на поддержку, Генрих II получил у папы Александра III разрешение на брак малолетних детей. 2 ноября 1160 года дети были обвенчаны архиепископом Руанским в присутствии двух папских легатов. На момент брака Генриху было 5 лет, тогда как Маргарите всего 2 года. В качестве приданого английский король получил Вексен. 
Муж Маргариты был коронован отцом 14 июля 1170 года в качестве соправителя, но сама она тогда же не была коронована, что очень рассердило её отца. Почему её тогда не короновали, так и осталось неизвестным. Чтобы успокоить французского короля, Генрих II Плантагенет 27 августа 1172 года короновал сына и Маргариту в Винчестерском соборе. Маргарита забеременела и родила их единственного сына Уильяма 19 июня 1177 года. Ребёнок родился недоношенным и умер через 3 дня 22 июня.
В 1182 году Маргариту обвинили в любовной связи с Уильямом Маршалом; хотя современные историки сомневаются в справедливости этих обвинений. Генрих получил возможность расторгнуть брак под предлогом адюльтера, но в действительности из-за того, что она не смогла родить ему наследника. Маргарита была выслана обратно во Францию, согласно книгам Э. Халлам «Плантагенеты» и Эми Келли «Алиенора Аквитанская и четыре короля», братом Генриха Молодого Ричардом I Львиное Сердце под предлогом обеспечения её безопасности во время гражданской войны короля с сыновьями. Её муж умер 11 июня 1183 года во время французского похода в Дордони.

## Второй брак
Получив существенную компенсацию за отказ от наследных земель Жизор и Вексен, она повторно вышла замуж за короля Венгрии Белу III в 1186 году. Трудные роды единственного известного ребёнка от Генриха Молодого в 1177 году, видимо, сделали её бесплодной, и больше детей у нее не было.
Она овдовела во второй раз в 1196 году и умерла во время паломничества на Святую землю в Акре в 1197 году, через несколько дней после приезда. Похоронили ее в соборе Тира, согласно хроникам Эрнуля, продолжателя Вильгельма Тирского

## В кино
Роль Маргариты сыграли Люси Дарем-Мэтью (Lucy Durham-Matthews) (в детстве) и Трэйси Чайлдз (Tracey Childs) (взрослую) в 1978 году в телевизионном драматическом сериале BBC «Дьявольская корона», посвященном царствованиям Генриха II, Ричарда I и Иоанна Безземельного.